# Export (유닉스)

export는 유닉스 계열의  환경변수(또는 시스템변수) 설정 셸(shell) 명령어이다.

## 사용예
| 구분 | 셸 변수 설정                | 환경변수로 설정                            |
| 예시 | (셸 스크립트) pong = 'dang' | > export pong = 'dang' > echo $pong > dang |

셸 스크립트 또는 터미널에서 사용할 수 있다.

## 같이 보기
- echo (명령어)
- ls (유닉스)